# 騎手一覧
騎手一覧（きしゅいちらん）は、日本中央競馬会 (JRA) に所属している（もしくは所属していた）騎手、地方競馬全国協会 (NAR) が騎手免許を発効した騎手、そして日本以外で騎乗しているおもな騎手の一覧である。

## 中央競馬

### 現役
| - 秋山稔樹 - 五十嵐雄祐 - 池添謙一 - 石川裕紀人 - 石神深一 - 石神深道 - 石田拓郎 - 石橋脩 - 泉谷楓真 - 伊藤工真 - 井上敏樹 - 今村聖奈 - 岩田望来 - 岩田康誠（元・兵庫） - 岩部純二 - 上里直汰 - 上野翔 - 内田博幸（元・大井） - 江田照男 - 江田勇亮 - 遠藤汰月 - 大江原圭 - 大久保友雅 - 大野拓弥 - 岡田祥嗣（元・福山） - 荻野極 - 荻野琢真 - 小沢大仁 - 小野寺祐太 | - 加藤祥太 - 金子光希 - 亀田温心 - 川須栄彦 - 川田将雅 - 河原田菜々 - 川端海翼 - 川又賢治 - 菊沢一樹 - 北村宏司 - 北村友一 - 城戸義政 - 草野太郎 - クリストフ・ルメール - 黒岩悠 - 国分恭介 - 国分優作 - 小坂忠士 - 小崎綾也 - 小林脩斗 - 小林美駒 - 小林凌大 - 小牧加矢太 - 木幡育也 - 木幡巧也 - 木幡初也 | - 斎藤新 - 酒井学 - 坂井瑠星 - 坂口智康 - 佐々木大輔 - 佐藤翔馬 - 鮫島克駿 - 鮫島良太 - 柴田大知 - 柴田善臣 - 柴田裕一郎 - 嶋田純次 - 菅原隆一 - 菅原明良 - 杉原誠人 | - 高倉稜 - 高杉吏麒 - 高田潤 - 田口貫太 - 武豊 - 田中健 - 田辺裕信 - 谷原柚希 - 田村太雅 - 田山旺佑 - 丹内祐次 - 太宰啓介 - 団野大成 - 土田真翔 - 角田大和 - 津村明秀 - 戸崎圭太（元・大井） - 富田暁 | - 中井裕二 - 中村将之 - 長岡禎仁 - 永島まなみ - 長浜鴻緒 - 難波剛健 - 西谷誠 - 西塚洸二 - 西村淳也 - 西村太一 - 野中悠太郎 - 橋木太希 - 浜中俊 - 原優介 - 原田和真 - 伴啓太 - 菱田裕二 - 藤岡佑介 - 藤懸貴志 - 舟山瑠泉 - 古川奈穂 - 古川吉洋 | - 松岡正海 - 松本大輝 - 松山弘平 - 松若風馬 - 的場勇人 - 黛弘人 - 丸田恭介 - 丸山元気 - 三浦皇成 - 水沼元輝 - 蓑島靖典 - 宮崎北斗 - 幸英明 - ミルコ・デムーロ - 武藤雅 - 森一馬 - 森田誠也 - 横山和生 - 横山武史 - 横山典弘 - 横山琉人 - 吉田隼人 - 吉田豊 - 吉村誠之助 - 鷲頭虎太 - 和田翼（旧姓：岩崎） - 和田陽希 - 和田竜二 |

### 引退
+印は調教師に転身した騎手。
| - 相川勝敏+ - 赤木高太郎（元・兵庫、現：飲食店経営） - 赤羽秀男 - 秋山忠一 - 秋山真一郎+ - 東信二（現：競馬評論家） - 安達昭夫+ - 安藤勝己（元・笠松、現：競馬評論家） - 安藤賢一 - 安藤正敏+ - 安藤光彰（元・笠松） - 飯田祐史+ - 飯塚好次+ - 五十嵐忠男+ - 池江泰郎+ - 池上昌弘+ - 池崎祐介 - 池添兼雄+ - 池田鉄平 - 池田賀一 - 石神富士雄 - 石崎譲 - 石塚信広 - 石橋守+ - 石山繁（障碍者馬術選手へ転向） - 板倉真由子 - 市丸繁 - 出津孝一 - 伊藤栄 - 伊藤竹男+ - 伊藤直人 - 伊藤暢康 - 伊藤正徳+ - 伊藤稔 - 稲部和久 - 稲葉的海 - 今井規和 - 今岡正 - 今村康成 - 岩城博俊+ - 岩崎祐己 - 岩戸孝樹+ - 岩元市三+ - 上籠勝仁 - 上田悟 - 上野清章（旧姓：伊藤） - 植野貴也 - 上村洋行+ - 臼井武 - 宇田登志夫 - 内田国夫 - 内田浩一 - 内山正博 - 梅内忍+ - 梅田守 - 梅野信一 - 蛯名利弘+ - 蛯名正義+ - 大江原哲+ - 大江原隆 - 大江原比呂 - 大崎昭一（現：競馬評論家） - 大沢辰也 - 大下智 - 大塚栄三郎 - 大塚海渡 - 大西直宏 - 大庭和弥 - 大森勇一 - 大宮竜一 - 大和田稔+ - 岡冨俊一 - 岡部幸雄（現：競馬評論家） - 岡山定夫 - 荻野要 - 押田純子（現姓：清水） - 押田年郎 - 音無秀孝+ - 小野幸治+ - 小野次郎+ - 小原義之 | - 加賀武見+ - 梶晃啓 - 鍛冶谷誠 - 柏崎正次 - 勝浦正樹 - 加藤和宏+ - 加藤士津八+ - 嘉藤貴行+ - 嘉堂信雄 - 金折知則 - 鎌田光也 - 鎌田祐一 - 亀山泰延 - 加用正+ - 川合達彦 - 河北通 - 河内洋+ - 川島信二 - 川村禎彦+ - 川端義雄 - 菅野昭夫 - 菅野澄男 - 菊川正達+ - 菊沢隆徳+ - 菊沢隆仁 - 菊池憲太 - 菊地昇吾 - 岸滋彦 - 北川和典 - 北沢伸也 - 北橋修二+ - 北村浩平 - 木藤隆行 - 清山宏明 - 楠孝志 - 国兼正浩 - 久保田英敬 - 久保田秀次郎 - 久保田敏彦 - 久保田雅秀 - 久保一秋 - 久保史郎 - 久保敏文（旧姓：古賀、現：実業家） - 熊沢重文 - 栗原洋一 - 小池隆生 - 高野容輔 - 郷原洋司 - 合谷喜壮 - 小迫次男 - 小島太一 - 小島太+ - 古小路重男 - 小西一男+ - 小林慎一郎 - 小林常泰 - 小林功 - 小林淳一（現：JRA競馬学校教官） - 小林勝太 - 小林久晃 - 小谷内秀夫 - 小宮敬三 - 小屋敷昭 - 小柳由春 - 木幡初広 - 昆貢+ | - 斉藤博美 - 佐伯清久（現：実業家） - 酒井健二（旧姓：仁平） - 酒井浩 - 坂本勝美（現：JRA競馬学校教官） - 作田誠二+ - 佐久間寛志 - 桜井誠二 - 佐々木昭次 - 佐々木晶三+ - 佐藤聖也 - 佐藤哲三（現：競馬評論家） - 佐藤年毅 - 佐藤正雄+ - 佐藤照雄 - 佐藤吉勝+ - 佐藤等 - 佐山優+ - 猿橋重利 - 沢昭典 - 四位洋文+ - 塩村克己 - 鹿戸明+ - 鹿戸幸治+ - 鹿戸雄一+ - 篠原茂 - 柴田利秋 - 柴田弘之 - 柴田政人+ - 柴田政見+ - 柴田未崎 - 柴田光陽+ - 柴原央明 - 柴山雄一（元・笠松） - 嶋田潤+ - 嶋田高宏 - 生野賢一 - 白坂聡 - 白坂宗治 - 白浜雄造 - 須貝尚介+ - 須貝彦三+ - 須崎昇 - 菅原隆明 - 菅谷正巳 - 菅原泰夫+ - 杉浦宏昭+ - 鈴木勇 - 鈴木和雄 - 鈴木慶太 - 鈴木修三 - 鈴来直人 - 鈴木寿 - 鈴木三好 - 関口薫 - 関口睦介 - 関野弘行 - 瀬古正明 - 芹沢純一 - 外枦保重秋 | - 高井彰大 - 高尾武士 - 高崎詠三郎 - 高嶋活士（現：障碍者馬術選手） - 鷹野宏史（元・高知） - 高橋明 - 高橋勇 - 高橋成忠+ - 高橋隆+ - 高橋智大 - 高橋亮+ - 高橋康之+ - 高野和馬 - 高森紀夫 - 高山太郎 - 高山裕 - 高山吉司 - 武幸四郎+ - 武永祥 - 武英智+ - 武田悟 - 武田博+ - 竹之下智昭 - 竹原啓二 - 田口大二郎 - 田口光雄 - 田嶋翔 - 田島信行 - 田島日出雄 - 田島裕和 - 田島良保+ - 田所秀孝+ - 田中勝春+ - 田中克典+ - 田中清隆+ - 田中剛+ - 田中博康+ - 田中亮 - 谷原義明+ - 田之上幸男 - 田春勇 - 田原成貴+（現：競馬評論家） - 玉谷峰男 - 田村宏之 - 田村真来 - 田村正光 - 田面木博公 - 千田輝彦+ - 千田能照 - 千葉直人+ - 塚越一弘 - 柄崎将寿+ - 塚田祥雄 - 津田昭 - 土谷智紀 - 常石勝義 - 角田晃一+ - 坪井正美 - 津曲浩二 - 津曲幸夫 - 津曲忠美 - 津留千彰 - 鶴留明雄+ - 出口明見 - 出口隆義 - 出口敏幸 - 寺井千万基 - 寺田雅之 - 寺島祐治 - 天間昭一+ - 徳吉一己（現：競馬評論家） - 徳吉孝士 - 富田正信 | - 長池辰三 - 中神輝一郎 - 中沢一男 - 長嶋新八朗 - 中島敏文+ - 中谷雄太 - 中舘英二+ - 仲田雅興 - 中竹和也+ - 中西武信 - 中野栄治+ - 永野猛蔵 - 中野渡清一+ - 中村力男 - 長峰一弘 - 那須孝一 - 夏村洋一 - 奈良忠弘 - 成田均 - 成島英春 - 成島正規 - 西田雄一郎+ - 西浦勝一+ - 西園正都+ - 西谷達男 - 西谷凛 - 西橋豊治+ - 西橋昇 - 西原玲奈 - 二本柳壮 - 根本康広+ - 野崎孝仁 - 野元昭+ - 野元昭嘉 - 橋口満朗 - 橋本広喜 - 橋本美純 - 長谷川浩大+ - 畑中正光 - 畑端省吾+ - 服部剛史 - 服部寿希 - 花田大昂 - 花松進 - 浜野谷憲尚 - 林満明 - 原昌久（現：育成牧場「グロースフィールド」代表取締役） - 原田敬伍 - 原田聖二 - 原田俊彦 - 原田雄二 - 東田幸男 - 樋口弘 - 日高三代喜 - 日吉正和+ - 平井雄二+ - 平井三雄 - 平沢健治 - 平田秀也 - 平野優 - 福永甲+ - 福永洋一 - 福永祐一+ - 藤井正輝 - 藤井勘一郎（元・ニュージーランドなど） - 藤田伸二（現：Youtuber、飲食店経営） - 藤田菜七子 - 藤原英幸 - 藤原哲朗 - 武士沢友治（現：JRA競馬学校教官） - 船曳文士（現：TCCセラピーパーク厩舎長） - 古川隆文 - 古川寛和 - 宝来城多郎 - 穂苅寿彦 - 星野忍+ - 星野信幸 - 細江純子（現：競馬評論家） - 細川英二 - 堀井雅広+ - 本田優+ - 本間忍+ | - 牧田和弥+ - 牧野三雄 - 牧之瀬幸夫 - 増井裕 - 増沢末夫+ - 増沢由貴子（旧姓：牧原） - 増田久 - 町田義一 - 松田大作 - 松田幸春（旧姓：新田） - 松永高徳 - 松永善晴+ - 松永昌博+（旧姓：舞原） - 松永幹夫+ - 松本達也 - 的場均+ - 黛幸弘 - 丸山勝秀 - 丸山雅夫 - 三浦堅治 - 三浦繁美 - 三浦春美 - 水出大介 - 水口優也 - 水野貴広+ - 溝橋秀吉 - 三津谷隼人 - 南井克巳+ - 南井大志 - 南田雅昭 - 南田美知雄+ - 蓑田早人（現：JRA競馬学校教官） - 宮徹+ - 宮田仁 - 武藤善則+ - 宗像徹 - 村本善之 - 村山明+ - 村田一誠+ - 目黒正徳 - 目野哲也+ - 森安輝正（現姓：菅沼） - 森次男 - 森裕太朗 - 安田隆行+ - 安田富男（現：競馬評論家） - 安田康彦（現：競馬評論家） - 谷中公一 - 矢原洋一 - 山内研二+ - 山岡忞 - 山崎亮誠 - 山田和広 - 山田敬士 - 山田泰誠 - 山田展裕 - 山本康志 - 山本康二 - 湯窪幸雄+ - 横田雅博 - 横田吉光 - 横山雄一 - 横山賀一（元・ニュージーランド、現：JRA競馬学校教官） - 横山義行 - 義英真 - 吉岡八郎+ - 吉沢宗一（現：競馬評論家） - 吉田勝也 - 吉田晴雄 - 吉永護 - 吉永良人 - 領家政蔵+ - 渡辺薫彦+ - 渡部秀一 |

### 故人
| - 青木芳之 - 秋元松雄 - 浅見国一 - 阿部正太郎 - 飯田明弘 - 五十嵐久（旧姓：水流添） - 池之上豊 - 石井正善 - 石毛善衛 - 伊藤修司 - 伊藤正四郎 - 伊藤雄二 - 井西泰政 - 岩下密政 - 岩瀬三郎 - 上田三千夫 - 宇田明彦 - 梅内慶蔵 - 蛯沢誠治 - 蛯名武五郎 - 蛯名信広 - 大久保房松 - 大柳英雄 - 岡潤一郎 - 小野留嘉 - 小野定夫 | - 柿元嘉和 - 加藤義雄 - 北村卓士 - 清田十一 - 栗田伸一 - 栗田勝 - 郷原洋行 - 古賀一隆 - 小島貞博 - 後藤浩輝 - 小林徹弥 - 小林稔 - 近藤武夫 | - 斎藤仁作 - 斉藤澄子 - 境勝太郎 - 坂井千明 - 坂本恒三 - 佐藤勇 - 佐藤政男 - 柴崎勇 - 嶋田功 - 清水英次 - 杉村一馬 - 須貝四郎 | - 高市圭二 - 高橋直 - 高松三太 - 武邦彦 - 武富三 - 武田作十郎 - 竹本貴志 - 太宰義人 - 田所清広 - 田所秀雄 - 田所稔 - 田中康三 - 谷岡敏行 - 田畑志郎 - 玉井智光 - 玉ノ井健志 - 土肥幸広 - 土門健司 - 戸山為夫 - 角田大河 | - 内藤繁春 - 中尾銑治 - 中島時一 - 中島啓之 - 中村広 - 西橋康郎 - 二本柳俊夫 - 野平祐二 - 野村彰彦 | - 函館孫作 - 服部正利 - 久恒久夫 - 平目孝志 - 藤岡康太 - 古山良司 - 本田昌雄 | - 前田長吉 - 町屋幸二 - 松本善登 - 松山吉三郎 - 松若勲 - 丸目敏栄 - 宮本悳 - 目時重男 - 茂木勢一 - 茂木光男 - 森安重勝 - 森安弘明 | - 矢倉義勇 - 安田伊佐夫 - 保田隆芳 - 簗田善則 - 山崎彰義 - 山本正司 - 横山富雄 - 横山靖 - 吉田昌祐 - 吉永正人 - 渡辺正人 |

## 地方競馬
2023年（令和5年）現在は以下の13ヶ所にて行われている。浦和・船橋・大井・川崎で「南関東」、笠松・名古屋で「東海地区」として交流があり、非開催地区の騎手が移動して騎乗するケースがある。
- ホッカイドウ競馬（門別）
- ばんえい競馬（帯広）
- 岩手県競馬組合（盛岡・水沢）
- 埼玉県浦和競馬組合（浦和）
- 千葉県競馬組合（船橋）
- 特別区競馬組合（大井）
- 神奈川県川崎競馬組合（川崎）
- 石川県競馬事業局（金沢）
- 岐阜県地方競馬組合（笠松）
- 愛知県競馬組合（名古屋）
- 兵庫県競馬組合（園田・姫路）
- 高知県競馬組合（高知）
- 佐賀県競馬組合（佐賀）

以下は、2013年（平成25年）までに廃止された競馬場で、所属していた騎手は廃止と共に引退または他地区へ移籍している。
- 上山競馬場
- 宇都宮競馬場
- 足利競馬場
- 高崎競馬場
- 新潟県競馬組合
- 益田競馬場
- 福山競馬場
- 荒尾競馬場
- 中津競馬場

### 現役
| - 阿岸潤一朗 - 阿部龍 - 石川倭 - 井上俊彦 - 岩橋勇二（元・佐賀） - 落合玄太 - 小野楓馬 - 亀井洋司（元・佐賀） - 黒澤愛斗 - 桑村真明 - 坂下秀樹 - 服部茂史（元・中津） - 藤田凌駕 - 松井伸也（元・福山） - 宮内勇樹 - 吉本隆記（元・愛知→浦和→佐賀） - 若杉朝飛 - 渡邊準己 - 赤塚健仁 - 阿部武臣 - 今井千尋 - 大友一馬 - 金田利貴 - 菊池一樹 - 島津新 - 菅原響希 - 鈴木恵介 - 竹ケ原茉耶 - 長澤幸太 - 中原蓮 - 中村太陽 - 中山直樹 - 西謙一 - 西将太 - 林康文 - 藤野俊一 - 藤本匠 - 船山蔵人 - 松本秀克 - 村上章 - 渡来心路 - 阿部英俊 - 岩本怜 - 大坪慎 - 小林凌 - 坂口裕一 - 佐々木志音 - 菅原辰徳 - 鈴木祐 - 関本玲花 - 高橋悠里 - 高松亮 - 塚本涼人 - 南郷家全 - 村上忍 - 山本聡哉 - 山本政聡 | - 赤津和希 - 秋元耕成（元・益田→上山） - 岡田大（元・益田） - 加藤和博（元・足利） - 國分祐仁 - 高橋哲也 - 七夕裕次郎 - 中島良美 - 半澤慶実 - 福原杏 - 保園翔也 - 見越彬央 - 吉留孝司（元・荒尾） - 臼井健太郎 - 岡村健司 - 柿本量平 - 笠野雄大 - 川島正太郎 - 木間塚龍馬 - 小杉亮 - 澤田龍哉 - 實川純一 - 篠谷葵 - 庄司大輔（元・上山） - 高橋利幸 - 所蛍 - 仲野光馬 - 西村栄喜（元・荒尾） - 野澤憲彦（元・宇都宮） - 濱田達也 - 張田昂 - 本田正重 - 本橋孝太 - 山口達弥 - 山中悠希 - 山本聡紀 - 安藤洋一 - 石川駿介 - 江里口裕輝 - 遠藤健太 - 大木天翔 - 木澤奨 - 笹川翼 - 瀬川将輝 - 高野誠毅 - 高橋昭平 - 達城龍次 - 田中洸多 - 千田洋 - 仲原大生 - 中村尚平（元・オーストラリア） - 西啓太 - 東原悠善 - 藤田凌 - 藤本現暉 - 本村直樹 - 松崎正泰 - 御神本訓史（元・益田） - 矢野貴之（元・高崎） - 横川怜央 - 吉井章 - 和田譲治 | - 池谷匠翔 - 伊藤裕人 - 岡村裕基 - 神尾香澄 - 今野忠成 - 櫻井光輔 - 山林堂信彦 - 田中涼 - 中越琉世 - 藤江渉（元・宇都宮） - 古岡勇樹 - 本田紀忠 - 増田充宏 - 町田直希 - 山崎誠士 - 青柳正義 - 池田敦 - 魚住謙心 - 沖静男（元・愛知） - 葛山晃平 - 加藤翔馬 - 兼子千央 - 栗原大河 - 甲賀弘隆（旧姓：塚本、元・船橋） - 柴田勇真 - 鈴木太一 - 田知弘久 - 中島龍也 - 服部大地 - 平瀬城久 - 堀場裕充 - 松戸政也 - 吉田晃浩（元・上山→浦和） - 吉原寛人 - 米倉知 - 大原浩司 - 高木健 - 筒井勇介 - 東川慎 - 深澤杏花 - 藤原幹生 - 松本一心 - 松本剛志（元・兵庫） - 馬渕繁治（元・上山→北海道） - 向山牧（元・新潟） - 森島貴之 - 渡邊竜也 - 浅野皓大 - 今井貴大 - 大畑慧悟 - 大畑雅章 - 尾崎章生 - 柿原翔 - 加藤誓二 - 加藤聡一 - 加藤利征 - 木之前葵 - 塚本征吾 - 友森翔太郎 - 丹羽克輝 - 阪野学（元・北海道） - 細川智史 - 丸野勝虎 - 丸山真一 - 宮下瞳（現姓：小山） - 村上弘樹 - 山田祥雄（元・福山） | - 石堂響 - 板野央 - 井上幹太（元・北海道） - 大柿一真 - 大山真吾 - 大山龍太郎 - 鴨宮祥行 - 川原正一（元・笠松） - 小谷周平 - 小牧太（元・JRA） - 佐々木世麗 - 笹田知宏（元・ニュージーランド） - 下原理 - 杉浦健太 - 高畑皓一 - 竹村達也 - 田野豊三 - 長尾翼玖 - 永井孝典 - 中田貴士 - 長谷部駿弥 - 廣瀬航 - 松木大地（元・高知） - 山田雄大 - 山本咲希到（元・北海道） - 山本屋太三 - 吉村智洋 - 渡瀬和幸 - 赤岡修次 - 阿部基嗣 - 石本純也 - 井上瑛太 - 上田将司 - 大澤誠志郎（元・佐賀） - 岡村卓弥 - 岡遼太郎 - 木村直輝（元・岩手） - 倉兼育康 - 郷間勇太（元・川崎） - 佐原秀泰（高知→福山→川崎） - 妹尾浩一朗 - 多田羅誠也 - 永森大智 - 西森将司 - 畑中信司（元・金沢） - 濱尚美 - 林謙佑（元・船橋） - 宮川実 - 山崎雅由（元・兵庫） - 石川慎将 - 青海大樹（元・兵庫） - 金山昇馬 - 加茂飛翔 - 川島拓 - 小松丈二（元・岩手） - 竹吉徹 - 田中純（元・荒尾） - 田中直人 - 出水拓人 - 中山蓮王 - 長田進仁 - 長谷川蓮 - 林悠翔 - 飛田愛斗 - 村松翔太 - 山口勲 - 山下裕貴 - 山田義貴 |

### 引退
+印は調教師に転身した騎手。
| - 秋山剛 - 五十嵐冬樹+ - 板倉範明 - 伊藤千尋 - 大政君次 - 岡島玉一+ - 小国博行+（元・上山） - 角川秀樹+ - 川島雅人+ - 川島洋人+ - 國信滿+ - 小嶋久輝（元・岩手→上山） - 小林靖幸 - 齋藤博樹 - 齊藤正弘+ - 酒井章 - 酒井作男 - 櫻井拓章+ - 佐々木明美 - 佐々木国明+ - 佐々木直貴 - 笹木美典（現姓：伊藤） - 佐藤庄一郎 - 渋谷裕喜 - 小野望+ - 竹内仁志 - 千島英之 - 千葉津代士+ - 堂山直樹 - 中井博一 - 中村裕司 - 長山光則 - 藤倉寛幸 - 星野純一 - 細川直人（元・中津） - 松本隆宏+ - 三井邦夫 - 三井健一（元・宇都宮） - 宮崎光行 - 宮平鷹志（元・荒尾） - 森川一二三（元・新潟） - 安田歩 - 柳澤好美+ - 山口竜一+（元・宇都宮） - 山田和久+ - 米川昇+ - 明比進一 - 浅田達矢 - 安部憲二 - 石田智也 - 井上真司 - 入澤和也 - 岩瀬和幸 - 岩本利春+ - 大河原和雄+ - 大塚剛 - 大友栄人 - 大口泰史 - 尾ヶ瀬馨+ - 岡田祐一 - 折口秀行 - 貝羽智生 - 加藤修二 - 金山明彦+ - 金田勇+ - 工藤篤 - 坂本東一+ - 佐渡誠 - 佐藤希世子 - 塩祐三 - 澁谷益久 - 鈴木勝堤 - 高橋洋典 - 舘澤直央 - 辻本貴信 - 辻本由美 - 綱村裕幸 - 中島敏博 - 夏井功 - 西弘美 - 西康幸 - 藤島隆雅 - 古谷輝紀 - 細川弘則 - 松井浩文 - 松本和広 - 皆川公二 - 村上慎一+ - 森芳浩 - 山崎大輝 - 山本正彦+ - 渡辺哲治 - 石川夏子 - 板垣吉則+（元・上山） - 伊藤康浩 - 遠藤真吾 - 小野寺功 - 小野寺純一 - 小野寺雅彦 - 菊池武 - 菊地光幸 - 菊地康朗 - 木村暁+ - 草地保隆 - 小林俊彦+ - 小林央幸 - 今野昭慶 - 齋藤雄一+ - 佐々木亜紀 - 佐々木忍 - 佐々木満 - 佐藤雅彦+ - 沢田盛夫利（元・高崎） - 三野宮勇 - 三野宮通+ - 下山賢治 - 菅原勲+ - 菅原順 - 菅原雅文 - 菅原幸弘 - 菅原俊吏+（元・オーストラリア） - 鈴木麻優（現姓：菅原、現・競馬評論家） - 須田英之 - 関本浩司+ - 関本淳（元・上山） - 高橋一成 - 高橋クニ - 千田和江 - 千田知幸 - 千葉淳志 - 千葉優 - 陶文峰 - 長橋秀樹 - 西村秀幸 - 西康志 - 新田弥生 - 畠山信一 - 晴山幹也 - 皆川麻由美 - 村松学 - 谷地勝則 - 山口俊 - 山崎進 - 山本裕次郎 - 渡邉正彦 - 青木智義 - 荒木孝良 - 五十嵐恭平 - 岩田富子 - 小田嶋志生子 - 佐々木敦司 - 佐々木泉 - 佐藤涼 - 白谷正美 - 鈴木徹平 - 鈴木勝 - 関口幸造（元・大井） - 千場俊彦 - 高木正喜 - 冨樫英利 - 中鉢利弘 - 服部大地 - 冨士木秀四郎 - 星川兼一郎 - 三浦誠 - 三坂博文 - 水戸賢二 - 宮﨑謙一 - 山口修 - 山田延由 - 山中初 - 渡邊一道 - 渡邉修一 - 和田美由紀 | - 青木秀之 - 赤見千尋（元・高崎、現・競馬評論家） - 井伊慶二 - 今平弥 - 梅山誠 - 蛯名民男 - 大木義一 - 岡田康志 - 小野三夫 - 大島計彦 - 大隅三喜男 - 勝賀瀬芳子（元・北海道） - 小林秀昭 - 柴嵜勝 - 鈴木正 - 髙橋和宏 - 徳井達也 - 長島茂夫 - 野木英文（元・大井） - 早川順一 - 平澤則雄 - 藤本靖 - 古澤泰博 - 松本大寿郎 - 丸山侯彦（元・高崎） - 三上智也 - 山口盛弘 - 山田博美 - 山中雅俊 - 大澤寛之（元・大井） - 加藤和宏 - 金井正幸（元・船橋） - 菊池義昭 - 木村芳晃 - 工藤勉 - 久保田政弘 - 栗林宏 - 斎藤誠 - 佐川久芳 - 鈴木春雄 - 高橋文雄 - 徳江涼 - 根岸良昌 - 野口眞一 - 平松豊基 - 福原好隆 - 福元弘二（元・川崎） - 藤塚聡子 - 藤村龍也 - 丸山弘之 - 見附正徳 - 舞木強 - 矢菅清志 - 横山克彦 - 吉田賢司 - 米田弘一 - 米田真由美 - 飯島彰敏 - 市澤正一 - 入口将宣 - 鵜沼和永 - 内田利雄（元・宇都宮→フリー） - 折笠豊和 - 鍛炭幸夫 - 北島希望 - 木村佳世 - 木村園夏 - 木村龍二 - 金原学（元・大井） - 工藤伸輔+ - 熊谷満 - 桑田豊 - 小嶋耕輝 - 小林真治 - 牛房榮吉+ - 牛房由美子+ - 笹原直樹 - 繁田健一+ - 須藤一弘 - 須藤優 - 関本秀幸 - 寺内一樹 - 寺島憂人 - 都平哲也 - 莅戸高次 - 橋尚也 - 橋本直哉 - 長谷川忍 - 平山真希+ - 福士明徳 - 細川勉 - 本間光雄+ - 牧坂徹 - 見澤譲治 - 水野貴史+（元・高崎） - 桃井十四秋 - 山崎真 - 薮口一麻+ - 吉田達男 - 池田則行 - 石井勝男+ - 石崎駿 - 石崎隆之 - 伊藤健児 - 稲川由紀子 - 岩崎佳生 - 江川伸幸（元・上山） - 及川靖 - 大友勝利 - 尾形秋徳 - 音部浩仁 - 木佐貫泰佑 - 木村騎一（元・大井→川崎） - 桑島孝春（現：地方競馬全国協会参与） - 小林照男 - 左海修三 - 佐々木清明 - 佐藤清（元・大井） - 佐藤正人 - 佐藤祐樹 - 佐藤裕太+ - 椎名廣明+ - 篠田剛孝 - 白田日出夫 - 菅谷吉樹 - 鈴木久美子 - 鈴木千予 - 高橋翼 - 多田義則 - 田中力 - 谷口源吾 - 田部和廣 - 長沢忠夫 - 成田清輔 - 野口正宏 - 林幻+ - 張田京+ - 福岡登 - 福永尚武 - 堀田正明 - 溝邉悦代 - 溝邊正 - 峯永幸 - 宮下哲朗 - 宮下紀英 - 宮下仁 - 森勇 - 森泰斗+（元・足利→宇都宮） - 矢内博+ - 矢野義幸 - 山下貴之+ - 山田信大+（元・新潟） - 山田延由 - 山中尊徳 - 湯浅淳一 - 横川尚央 - 米井陽子 - 米元圭 - 米谷康秀+ - 脇田創 - 渡辺市郎 | - 有年淳 - 赤嶺亮+ - 秋吉和美+ - 阿久津稔 - 朝倉文四郎+ - 朝倉実 - 荒山勝徳+ - 飯村翼 - 市村誠+ - 上杉昌宏+ - 上田健人 - 遠藤茂 - 小畑洋介 - 柏木健宏 - 鎌田滋 - 川本裕達 - 神澤和弥 - 國平幸一 - 久保勇一 - 久保田信之 - 熊野勲男 - クリストファー・ホワイトリー - 郷間隆 - 小平健二（元・北海道） - 小筆昌 - 小安和也 - 小林拓未 - 坂井英光+ - 佐々木学 - 佐々木洋一 - 佐宗応和+ - 佐藤正晃 - 澤佳宏+ - 沢江鮎美 - 嶋村彰直 - 鈴木啓之+ - 須田和正 - 須田茂+ - 高岩隆 - 高野毅+ - 高橋三郎+ - 高橋博 - 鷹見浩+ - 高柳恒男 - 立花伸+ - 千葉勝男 - 土屋薫（元・浦和） - 楢崎功祐（元・福山） - 納谷和玖+ - 西村正明 - バーナデット・クーパー - 早田功駿 - 早田秀治（旧姓：武井） - 早見多加志 - 福島義雄 - 藤江昭徳 - 藤田安弘 - 藤村和生 - 堀千亜樹+ - 本田健一 - 真島大輔+ - 松浦裕之+ - 的場直之+ - 的場文男 - 宮浦正行+ - 宮崎乾司 - 宗形竹見+ - 村上頼章 - 藪井武志 - 矢吹誠 - 山口勲 - 山崎良 - 山田勝 - 吉井竜一+ - 脇本一幸 - 飯塚直仁 - 一ノ瀬亨 - 稲子善行 - 岩城方元 - 内田秀一 - 内田竹彦 - 沖野耕二（元・益田） - 鬼沢裕充 - 甲斐年光 - 加藤徳明 - 金子正彦（現・競馬評論家） - 上村尚寛 - 河津裕昭+ - 久保勇 - 久保秀男 - 酒井忍+（元・新潟） - 阪上忠匡（元・笠松） - 佐々木竹見（現・競馬評論家） - 佐々木仁+ - 佐藤喜良 - 佐藤博紀+ - 杉村一樹（元・中津→荒尾） - 鈴木淳 - 鈴木義久 - 高松淳一 - 瀧川寿希也（現・競馬評論家） - 田島寿一+ - 田邊陽一 - 田山信則 - 津久井誠 - 戸川理彩 - 中地健夫 - 中地雄一 - 野口睦三 - 野崎武司 - 拜原靖之 - 深野塁 - 前住和寿 - 水久保敏美 - 森下博 - 安池成実+ - 山崎尋美+ - 山野勝也 - 世安智也 - 阿部正義 - 飯泉之男 - 石井久治 - 井上尊紀 - 大澤健司 - 大澤信夫 - 小野輝彦 - 廣井真砂海 - 山口高 - 山田真裕美 - 山ノ井良浩 - 山本泉（元・大井） - 渡邉正治 - 赤司安史 - 安部竜司 - 五十嵐剛紹（元・新潟→上山） - 井上純一 - 今治宏信 - 上野貴久（元・笠松） - 埋橋浩樹 - 江下英昭（元・佐賀） - 大枝幹也（元・新潟→足利→上山） - 岡田隆 - 鬼束亮（現・警察官） - 加藤和義+ - 川崎義和 - 川添明弘+ - 熊木良介 - 粂川京利 - 蔵重浩一郎 - 桑野等 - 古性秀之 - 佐賀野昭人 - 末田秀行 - 高田知和 - 徳留康豊 - 殿田倫之 - 中川雅之+ - 長嶋和彦 - 中村剛士（現・JRA騎乗依頼仲介者） - 端勝成 - 藤川洋一郎 - 藤田弘治+ - 前野幸一（元・上山） - 松下裕樹 - 松田由之 - 宮岸由香 - 宮本一美 - 村松成哲 - 山上由紀子 - 山下誠 - 山中利夫（元・春木→大井→名古屋→紀三井寺） - 山本育男 - 山本登志彦 - 山本益男 - 渡辺壮 | - 青木達彦+ - 粟津豊彦+ - 池田敏樹（元・福山） - 石田勝也 - 伊藤勝好+ - 伊藤強一+ - 井上孝彦+ - 今井孝一 - 岩崎幸紀 - 榎伸彦（元・新潟） - 大塚研司 - 岡河まき子 - 尾島徹+ - 片桐昭貢 - 加藤一成 - 唐津洋介 - 木明將一 - 北浦充 - 小岩英敏 - 小森勝政+ - 近藤二郎 - 堺克敏 - 坂井薫人 - 坂口重政 - 佐藤友則 - 澤田秀実 - 島崎和也 - 下田雅晴 - 鈴木良文+ - 仙道光男 - 田口輝彦+ - 田邉弘 - 次井武史 - 土田龍也 - 椿山昭彦 - 戸田謙治 - 冨島政俊 - 長江慶悟 - 中島広美 - 長谷川太行 - 花本正三+（元・高知） - 原隆男 - 原洋順 - 東川公則+ - 樋口富男 - 藤田玄己 - 藤田正治+ - 古川彰 - 本田広行 - 松原義夫+ - 水野淳平 - 水野翔（元・北海道） - 水野善太+ - 南輝幸+ - 村井栄治 - 矢野勝也 - 山崎真輝 - 山下雅之 - 山田順一 - 湯前良人+ - 横山誠 - 吉井友彦（元・岩手） - 吉田一 - 和田高明 - 安部幸夫+ - 荒巻透+ - 安藤貴英 - 井手上慎一+ - 今井大輝 - 宇都英樹+ - 宇佐美亨 - 内沢信昭 - 榎本貴行+ - 岡部誠 - 岡森弘章 - 小野敦 - 小山信行 - 上松瀬竜一 - 河端秀俊 - 倉地学+ - 倉知三千紀 - 小瀬良昌 - 坂口義幸+ - 佐野典克 - 沢井守 - 柴田直樹 - 下窪道盛 - 神野治美 - 鈴木純児 - 清家義徳 - 竹下太+ - 竹田吉秀 - 竹地正樹+ - 田中浩晃 - 戸部尚実+ - 原口次夫+ - 半杭議 - 平田貴裕 - 深見明宏 - 深見勇也 - 福重正吾 - 藤原良一 - 松本克幸 - 圓田修 - 満田真吾 - 満田英樹 - 村瀬好彦 - 望月高司 - 持原大志 - 八木直也 - 山内和明+ - 山田崇史 - 山本茜 - 横井将人 - 横川健二 - 吉田稔 - 米山哲郎 - 青山裕一 - 新子雅司+ - 有馬澄男+（元・中津） - 伊藤晋一 - 岩永健二 - 上野馨 - 上村勇人 - 大山寿文+ - 岡田晴樹 - 奥村友基 - 尾林幸二+ - 尾原強+ - 上川将幸 - 川越慎也 - 木崎俊一 - 北野真弘+（元・高知） - 木村健+ - 高馬元紘+ - 小林克己 - 小牧毅+ - 小村正也 - 小山裕也 - 坂本和也+ - 重畠勝利 - 清水貴行 - 鈴木優治 - 瀬沢宙 - 田中学 - 田中道夫+ - 田村直也 - 谷川真生 - 玉垣光章+ - 茶畑雄誠 - 長南和宏+ - 寺倉純慈 - 寺地誠一+ - 長倉功+ - 中越豊光 - 永島太郎+ - 成清幸紀 - 西川進也+ - 西島純 - 花岡利美 - 原一貴 - 平圭洋 - 平岩潤一 - 平松徳彦 - 平原透雄 - 文原学 - 保利幸作+ - 保利良平+ - 松浦聡志+ - 松浦高宏 - 松浦政宏 - 松平幸秀+ - 松本心平 - 松本良平 - 三野孝徳 - 宮下康一（元・愛知→新潟→上山→金沢） - 宮西晃宏 - 宮原義典 - 武藤隆一 - 村井裕章 - 毛利謙二 - 屋敷和彦 - 安原勝久 - 簗瀬悟志 - 薮田勝也 - 山内康揮 - 米田幸治 | - 荒美年政 - 位上良彦 - 井上信行 - 上田浩喜 - 小野川光則 - 川辺政幸 - 小林敏昭 - 城内普一 - 田原真二 - 戸高淳一 - 中島勇樹 - 埴谷美奈子（元・大井） - 宮本彰 - 吉岡牧子（現・競馬評論家） - 池野光 - 池本徳子（旧姓：大場→佐藤） - 石井幸男 - 岡山重男 - 越智誠 - 久保河内健 - 﨏畑雄一郎（元・益田） - 佐藤典明 - 白津万里 - 鋤田誠二+（現：金沢競馬調教師） - 高森良樹 - 田邉廣文 - 中川浩行 - 花本龍一 - 藤川和真 - 松本満夫 - 柳井宏之 - 山田直樹 - 吉延忠義 - 渡邉貞夫 - 岡崎準（元・益田） - 黒川知弘 - 周藤直樹 - 野田誠 - 藤本三郎 - 伊原昭浩 - 今村賢治 - 嬉勝則（元・福山） - 緒方洋介 - 片桐正雪（元・福山） - 堅田雅仁 - 川江光司 - 川野勇馬+ - 甲田守 - 下村瑠衣（元・北海道→福山、現姓：佐原） - 妹尾将充 - 雑賀秀介 - 高野剛司 - 竹崎大祐 - 田中守+ - 戸梶由則 - 徳留五月 - 中西達也+（元・中津） - 西内忍 - 西川敏弘+ - 古川文貴 - 別府真衣+（現姓：宮川） - 宮川浩一+ - 明神繁正 - 目迫大輔+（元・笠松） - 三村展久（元・福山→大井→佐賀） - 森井美香（現姓：目迫） - 西山裕貴+ - 山頭信義（元・船橋） - 山北隆士 - 青柳健一 - 浅沼傑（元・高崎） - 安東章（元・中津） - 安楽成秀 - 石川浩文（元・中津） - 井手勇次 - 伊藤千織 - 井上悦児 - 岩永千明（元・荒尾） - 大垣敏夫+ - 岡元隆太 - 小山紗知伽 - 河津徳幸 - 川野幸治 - 北村欣也+ - 清原良太 - 倉富隆一郎+ - 合林海斗 - 兒島真二（元・愛知） - 後藤孝鎮（元・荒尾） - 権藤学 - 三小田幸人+ - 鮫島克也+ - 品田真樹 - 清水裕一 - 下條知之 - 鶴田知久 - 土井道隆+ - 永尾正則 - 中川竜馬+ - 中島裕明（元・荒尾） - 成松修一 - 新原健伸 - 原口義史 - 東眞市+ - 日野太一 - 福井慎也 - 古川哲也 - 真島正徳+ - 南谷圭哉 - 森田直哉（元・中津） - 山口以和 - 山下貴光 - 山本和幸 - 吉田順治 - 吉原正和 - 若林利道 - 渡辺博文+（元・福山） - 岩本清隆 - 尾林幸彦（元・中津） - 笠田敏勝（元・中津） - 川口道助 - 古泉悟 - 河野直人 - 小田部雪（元・中津、現性：杉村） - 佐藤智久（元・益田） - 椎葉智昭 - 嶋崎公治 - 新町充寿 - 高田大輔 - 高山伸一（元・中津） - 田島宗典 - 田中隆仁 - 田中良明 - 中島洋三 - 中留伸治 - 朴在鎬 - 橋本幸次郎 - 馬場万博 - 林陽介 - 林卓磨 - 藤本美芽 - 細原邦央（現・スポーツニッポン競馬記者） - 牧野孝光 - 松島慧 - 村島俊策 - 矢野猛 - 山田寿雄 - 吉井浩和 - 吉田隆三 - 吉田隆二 - 賴本盛行 - 櫻木英喜 - 篠田幸子 - 對馬宏昭 - 吉田正寿 |

### 故人
| - 赤間清松（大井） - 秋田実（船橋） - 荒山徳一（大井） - 石川綱夫（大井） - 伊藤光雄（愛知） - 蛯名末五郎（大井） - 小田部和磨（中津） - 川島正行（船橋） | - 川田若弥（小倉） - 木本直（兵庫） - 小林元治（大井） - 左海誠二（船橋） - 坂本敏美（愛知） - 佐々木一夫（北海道） - 佐藤隆（船橋） - 山藤統宏（大井） | - 世良澄衛（益田） - 高橋優子（岩手） - 竹田吉孝（金沢） - 武智政明（大井） - 千島武司（北海道） - 千葉均（ばんえい） - 塚本雄大（高知） - 野元栄二（上山） | - 長谷川三郎（浦和、旧姓：西野） - 濱口楠彦（笠松） - 福永二三雄（大井） - 藤井勝也（福山） - 本多正賢（船橋） - 松井達也（浦和） - 松本幸祐（兵庫） - 松沼緑（大井） | - 道川満彦（益田→シンガポールほか） - 宮下明（船橋） - 茂呂菊次郎（高崎） |

## 日本以外
| - ロドリゴ・ブランコ（アルゼンチン） - グスタボ・カルベンテ（アルゼンチン） - ホセ・メンデス（アルゼンチン） - ホラシオ・ベタンソス（アルゼンチン） - イグナシオ・プーグリシ（アルゼンチン） イングランド | - 安部将之（オーストラリア） - 市川雄介（オーストラリア） - 太田陽子（オーストラリア） - 賀谷祥平（オーストラリア） - 河合一真（フランス） - 木村和士（カナダ） - 田中正一（ニュージーランド） - 富沢希（オーストラリア、韓国） - 中野省吾（マカオ、元・船橋） - 西谷泰宏（オーストラリア） - 福元大輔（カナダ） - 森田牧広（オーストラリア） - 吉田賢司（オーストラリア） - リース・イネス（ニュージーランド） - マイケル・ウォーカー（ニュージーランド） - ランス・アンソニー・オサリバン（ニュージーランド） - リサ・クロップ（ニュージーランド） - ブレット・スコット（ニュージーランド→オーストラリア） - クレイグ・ソーントン（ニュージーランド） - マイケル・ディー（ニュージーランド→オーストラリア） - オピー・ボッソン（ニュージーランド） - リサ・オールプレス（ニュージーランド） - アイザック・ラプトン（ニュージーランド） - エディ・ラム（ニュージーランド） - ジョナサン・リデル（ニュージーランド） - ロシェル・ロケット（ニュージーランド） - ジョー・ジャイルズ（ニュージーランド） | - グレゴリー・ブノワ（フランス） - クリストフ・スミヨン（フランス） - ホセ・ヴァルディヴィア・ジュニア（ペルー→アメリカ） - アラン・ガルシア（ペルー→アメリカ） - ホルヘ・チャヴェス（ペルー→アメリカ） - エドガー・プラード（ペルー→アメリカ） - ラファエル・ベハラーノ（ペルー→アメリカ） - エドウィン・タラベラーノ（ペルー→アルゼンチン） - アーマド・アジュテビ（アラブ首長国連邦） - アンドレアス・スボリッチ（オーストリア） - バウルジャン・ムルザバエフ（カザフスタン） - チャン・チャンギ（韓国） - マーク・デュプレシス（ジンバブエ） - イオリッツ・メンディザバル（スペイン） - アントン・デルペッチ（セーシェル） - ウィリアム・ビュイック（ノルウェー） - スレイド・キャラハン（バルバドス） - ウィリー・マルティネス（プエルトリコ） - ジョン・ヴェラスケス（プエルトリコ） - ハビエル・カステリャーノ（ベネズエラ） - デイヴィッド・フローレス（メキシコ） - ビクター・エスピノーザ（メキシコ） - ホゼ・エスピノーザ（メキシコ） - モハメド・ユソフ（マレーシア） |